# Peter Paphides
Peter Paphides (Birmingham, 1969) è un giornalista e critico musicale britannico.

## Biografia
Peter Paphides (nome originale: Panayiotis Paphides) è nato a Birmingham da padre greco-cipriota e madre greca.
Da bambino soffriva di balbuzie e quando aveva tre anni fu affetto dal mutismo selettivo, per cui non parlava con nessuno tranne i suoi genitori e suo fratello. Ha studiato filosofia all'Università del Galles, Lampeter.
Pete Paphides ha iniziato a scrivere di musica da quando la sua fanzine Perturbed aveva attirato l'attenzione di Melody Maker nel 1991. L'anno successivo lascia l'università, e ha scritto per 2 anni su Melody Maker.
Tra il 2005 e il 2010 è stato il capo critico di musica rock del The Times e ha presentato il podcast musicale settimanale di The Times per il supplemento Sounds Music. Lasciato il Times ha lavorato come freelance per The Guardian, Mojo, Q magazine e Observer Music Monthly.
Nel 2019, Paphides aveva lanciato Needle Mythology, un'etichetta discografica volta alle ristampe di vecchi album che non erano stati precedentemente disponibili in vinile.
Nell'ottobre 2020, l'etichetta aveva pubblicato il suo primo album di nuovo materiale, In Memory of My Feelings, una collaborazione originale tra The Anchoress e Bernard Butler.
Paphides ha anche scritto per Melody Maker e Time Out.